# Oreixenica roonina
Oreixenica roonina är en fjärilsart som beskrevs av Couchman 1953. Oreixenica roonina ingår i släktet Oreixenica och familjen praktfjärilar. Inga underarter finns listade i Catalogue of Life.